# Dzierżanów (województwo mazowieckie)
Dzierżanów – wieś w Polsce położona w województwie mazowieckim, w powiecie wołomińskim, w gminie Jadów. Ma status sołectwa. Przez miejscowość przepływa niewielka rzeka Osownica, dopływ Liwca.
Prywatna wieś szlachecka Dzierżanowo położona była w drugiej połowie XVI wieku w powiecie kamienieckim ziemi nurskiej województwa mazowieckiego. W latach 1975–1998 miejscowość należała administracyjnie do województwa siedleckiego.
Wierni Kościoła rzymskokatolickiego należą do parafii św. Jakuba Apostoła w Jadowie.